# Two-Minute Warning
Two-Minute Warning (Brasil: Pânico na Multidão) é um filme norte-americano de 1976, dos gêneros drama e suspense, dirigido por Larry Peerce, com roteiro baseado no romance homônimo de George LaFountaine.
Filme catástrofe muito abaixo da média, segundo a crítica, entre outras coisas por não revelar os motivos do vilão -- um sniper -- e por não conseguir sensibilizar as plateias com o trágico fim de suas vítimas.

## Sinopse
O Capitão Peter Holly vê-se às voltas com um atirador maluco, à solta dentro de um estádio de futebol americano lotado. Ele pretende capturá-lo sem colocar em risco as vidas dos espectadores, porém um grupo de comando tático tem outra ideia: por fim à ameaça de qualquer maneira, não importando se isso resultar em perigo para a multidão. O sniper diz que vai começar a matança quando soar o sinal dos dois minutos que precede o início da partida. O capitão precisa encontrá-lo antes disso!

## Premiações
| Patrocinador                                  | Prêmio | Categoria       | Situação |
| --------------------------------------------- | ------ | --------------- | -------- |
| Academia de Artes e Ciências Cinematográficas | Oscar  | Melhor Montagem | Indicado |

## Elenco
| Ator/Atriz      | Personagem          |
| --------------- | ------------------- |
| Charlton Heston | Capitão Peter Holly |
| John Cassavetes | Sargento Button     |
| Martin Balsam   | Sam McKeever        |
| Beau Bridges    | Mike Ramsay         |
| Marilyn Hassett | Lucy                |
| David Janssen   | Steve               |
| Jack Klugman    | Sandman             |
| Walter Pidgeon  | Batedor de carteira |
| Gena Rowlands   | Janet               |
| Brock Peters    | Paul                |
| David Groh      | Al                  |
| Anthony Davis   | Brooker             |
| Joe Kapp        | Charlie Tyler       |